# Musée de la pêche artisanale de Zarzis
Le musée de la pêche artisanale de Zarzis est un musée situé à Zarzis en Tunisie.

## Histoire
Financé par le ministère italien des Affaires étrangères, le musée fait partie d'un centre consacré à la pêche artisanale inauguré en 2016. Il se trouve au siège de l'école de pêche de Zarzis.

## Collection
Le musée vise à présenter des méthodes de pêche ancestrale à travers notamment la pêche avec les palmes, appelée charfia, ou et la pêche du poulpe avec la gargoulette. Le musée expose également des photographies d'opérations de sauvetage effectuées par des pêcheurs tunisiens et italiens.